# محمد ناصر عمار
محمد ناصر عمار  ولد في 14 يناير 1957 في دار شعبان الفهري، هو مهندس وسياسي تونسي.

## السيرة الذاتية

### الدراسات
محمد ناصر عمار متحصل على دكتوراه في الهندسة الكيميائية من المدرسة الوطنية العليا للمناجم في باريس (أين أصبح مهندس مدني للمناجم) والمدرسة المتعددة التكنولوجية.

### المسار المهني
بدأ عمله كأستاذ مساعد للمناجم، ثم أستاذ محاضر ومدير دراسات في المعهد التحضيري للدراسات العلمية والتقنية.

تولى لفترتين منصب مدير المدرسة العليا للمواصلات بتونس، بين 1998 و2004، ثم بين 2007 و2010.

### المسار السياسي
عين في 14 يناير 2010 في منصب وزير تكنولوجيات الاتصال في حكومة محمد الغنوشي الأولى وواصله في حكومته الثانية حتى 27 يناير 2011.